# 2017 International Champions Cup
Cupa Internațională a Campionilor (ICC) este o serie de meciuri amicale de fotbal, organizată pentru a simula un turneu. Acest turneu a început pe 18 iulie și s-a terminat pe 30 iulie 2017.

## Cluburi
Real Madrid și Barcelona au fost primele două echipe care și-au anunțat prezența la turneul American. Manchester United va juca, de asemenea, în Turneu American și Manchester City se va alătura.
| Țara   | Echipa              | Locația    | Liga           |
| ------ | ------------------- | ---------- | -------------- |
| Franța | Paris Saint-Germain | Paris      | Ligue 1        |
| Spania | Barcelona           | Barcelona  | La Liga        |
| Spania | Real Madrid         | Madrid     | La Liga        |
| Anglia | Manchester United   | Manchester | Premier League |
| Anglia | Manchester City     | Manchester | Premier League |
| Anglia | Tottenham Hotspur   | Londra     | Premier League |
| Italia | Roma                | Roma       | Serie A        |
| Italia | Juventus            | Torino     | Serie A        |

| Țara     | Echipa            | Locația  | Liga           |
| -------- | ----------------- | -------- | -------------- |
| Italia   | A.C. Milan        | Milan    | Serie A        |
| Italia   | Inter Milano      | Milan    | Serie A        |
| Germania | Borussia Dortmund | Dortmund | Bundesliga     |
| Germania | FC Bayern München | München  | Bundesliga     |
| Anglia   | Arsenal           | Londra   | Premier League |

| Țara     | Echipa            | Locația | Liga           |
| -------- | ----------------- | ------- | -------------- |
| Italia   | Inter Milano      | Milan   | Serie A        |
| Germania | FC Bayern München | München | Bundesliga     |
| Anglia   | Chelsea           | Londra  | Premier League |

## Meciuri
Orele de disputare a meciurilor sunt la ora României.

### Statele Unite Ale Americii (SUA)
| Roma                                   | 1–1 (d.p.) | Paris Saint-Germain                               |
| -------------------------------------- | ---------- | ------------------------------------------------- |
| Sadiq 60'                              | Raport     | Marquinhos 36'                                    |
| Peres - Nainggolan - Gerson - De Rossi | 3–5        | Moura - Nkunku - Callegari - Édouard - Marquinhos |

| Manchester United       | 2–0    | Manchester City |
| ----------------------- | ------ | --------------- |
| Lukaku 37' Rashford 39' | Raport |                 |

| Juventus      | 1–2    | Barcelona       |
| ------------- | ------ | --------------- |
| Chiellini 63' | Raport | Neymar 15', 26' |

| Paris Saint-Germain   | 2–4    | Tottenham Hotspur                                     |
| --------------------- | ------ | ----------------------------------------------------- |
| Cavani 6' Pastore 36' | Raport | Eriksen 11' Dier 18' Alderweireld 82' Kane 88' (pen.) |

| Real Madrid                                 | 1–1 (d.p.) | Manchester United                                   |
| ------------------------------------------- | ---------- | --------------------------------------------------- |
| Casemiro 69' (pen.)                         | Raport     | Lingard 45+1'                                       |
| Kovačić - Óscar - Quezada - Theo - Casemiro | 1–2        | Martial - McTominay - Mkhitaryan - Lindelöf - Blind |

| Tottenham Hotspur       | 2–3    | Roma                                          |
| ----------------------- | ------ | --------------------------------------------- |
| Winks 87' Janssen 90+1' | Raport | Perotti 13' (pen.) Ünder 70' Tumminello 90+2' |

| Barcelona  | 1–0    | Manchester United |
| ---------- | ------ | ----------------- |
| Neymar 31' | Raport |                   |

| Paris Saint-Germain    | 2–3    | Juventus                              |
| ---------------------- | ------ | ------------------------------------- |
| Guedes 53' Pastore 80' | Raport | Higuaín 45' Marchisio 62', 89' (pen.) |

| Manchester City                               | 4–1    | Real Madrid |
| --------------------------------------------- | ------ | ----------- |
| Otamendi 52' Sterling 59' Stones 67' Díaz 81' | Raport | Óscar 90'   |

| Manchester City                    | 3–0    | Tottenham Hotspur |
| ---------------------------------- | ------ | ----------------- |
| Stones 10' Sterling 72' Díaz 90+1' | Raport |                   |

| Real Madrid             | 2–3    | Barcelona                     |
| ----------------------- | ------ | ----------------------------- |
| Kovačić 14' Asensio 36' | Raport | Messi 3' Rakitić 7' Piqué 50' |

| Roma |  | Juventus |
| ---- |  | -------- |
|      |  |          |

### China
| Milan     | 1–3    | Borussia Dortmund                    |
| --------- | ------ | ------------------------------------ |
| Bacca 24' | Raport | Șahin 16' Aubameyang 20' (pen.), 62' |

| Bayern München                               | 1–1 (d.p.) | Arsenal                             |
| -------------------------------------------- | ---------- | ----------------------------------- |
| Lewandowski 8' (pen.)                        | Raport     | Iwobi 90+3'                         |
| - Alaba - Hummels - Coman - Sanches - Bernat | 2–3        | - Ramsey - Elneny - Monreal - Iwobi |

| Bayern München | 0–4    | Milan                                            |
| -------------- | ------ | ------------------------------------------------ |
|                | Raport | - Kessié 14' * Cutrone 25', 43' * Çalhanoğlu 85' |

| Internazionale | 1 – 0 | Lyon |
| -------------- | ----- | ---- |
| Jovetić 75'    |       |      |

### Singapore
| Chelsea                    | 2–3    | Bayern München             |
| -------------------------- | ------ | -------------------------- |
| Alonso 45+3' Batshuayi 85' | Raport | Rafinha 6' Müller 12', 27' |

| Bayern München | 0–2    | Internazionale |
| -------------- | ------ | -------------- |
|                | Raport | Éder 8', 30'   |

| Chelsea              | 1–2    | Internazionale               |
| -------------------- | ------ | ---------------------------- |
| Kondogbia 74' (o.g.) | Raport | - Jovetić 45+3' *Perišić 53' |

Sursa: Flashscore.ro

## Clasament

### Singapore
| Loc | Echipa  | M | V | VP | ÎP | Î | GM | GP | Glv. | P | Rezultat                     |
| --- | ------- | - | - | -- | -- | - | -- | -- | ---- | - | ---------------------------- |
| 1   | Inter   | 2 | 2 | 0  | 0  | 0 | 4  | 1  | +3   | 6 | Campioană ICC Singapore 2017 |
| 2   | Bayern  | 2 | 1 | 0  | 0  | 1 | 3  | 4  | -1   | 3 |                              |
| 3   | Chelsea | 2 | 0 | 1  | 0  | 2 | 3  | 5  | -2   | 0 |                              |

Note : VP = victorie la penaty-uri, ÎP = înfrângere la penalty-uri.
Reguli de departajare : 1. Puncte , 2. Golaveraj , 3. Goluri marcate

### China
| Loc | Echipa       | M | V | VP | ÎP | Î | GM | GP | Glv. | P | Rezultat                 |
| --- | ------------ | - | - | -- | -- | - | -- | -- | ---- | - | ------------------------ |
| 1   | Dortmund     | 1 | 1 | 0  | 0  | 0 | 3  | 1  | +2   | 3 | Campioană ICC China 2017 |
| 2   | Inter Milano | 1 | 1 | 0  | 0  | 0 | 1  | 0  | +1   | 3 |                          |
| 3   | AC Milan     | 2 | 1 | 0  | 0  | 1 | 5  | 3  | +2   | 3 |                          |
| 4   | Arsenal      | 1 | 0 | 1  | 0  | 0 | 1  | 1  | 0    | 2 |                          |
| 5   | Bayern       | 2 | 0 | 0  | 1  | 1 | 1  | 5  | -4   | 1 |                          |
| 6   | Lyon         | 1 | 0 | 0  | 0  | 1 | 0  | 1  | -1   | 0 |                          |

Note : VP = victorie la penaty-uri, ÎP = înfrângere la penalty-uri.
Reguli de departajare : 1. Puncte , 2. Golaveraj , 3. Goluri marcate

### SUA & Europa
| Loc | Echipa            | M | V | VP | ÎP | Î | GM | GP | Glv. | P | Rezultat               |
| --- | ----------------- | - | - | -- | -- | - | -- | -- | ---- | - | ---------------------- |
| 1   | Barcelona         | 3 | 3 | 0  | 0  | 0 | 6  | 3  | +3   | 9 | Campioană ICC SUA 2017 |
| 2   | Manchester City   | 3 | 2 | 0  | 0  | 1 | 7  | 3  | +4   | 6 |                        |
| 3   | Manchester United | 3 | 1 | 1  | 0  | 1 | 3  | 2  | +1   | 5 |                        |
| 4   | AS Roma           | 2 | 1 | 1  | 1  | 0 | 4  | 3  | +1   | 4 |                        |
| 5   | Juventus          | 2 | 1 | 0  | 0  | 1 | 4  | 4  | 0    | 3 |                        |
| 6   | Totthenham        | 3 | 1 | 0  | 0  | 2 | 6  | 8  | -2   | 3 |                        |
| 7   | PSG               | 3 | 0 | 1  | 0  | 2 | 5  | 8  | -3   | 2 |                        |
| 8   | Real Madrid       | 3 | 0 | 0  | 1  | 2 | 4  | 8  | -4   | 1 |                        |

Note : VP = victorie la penaty-uri, ÎP = înfrângere la penalty-uri.
Reguli de departajare : 1. Puncte , 2. Golaveraj , 3. Goluri marcate

## Link-uri externe
- Site web oficial